# Anton Chudobin
Anton Valer'evič Chudobin (in russo Антон Валерьевич Худобин?; Öskemen, 7 maggio 1986) è un hockeista su ghiaccio russo.

## Palmarès

### Mondiali
- 2 medaglie:
  - 1 oro (Bielorussia 2014)
  - 1 argento (Repubblica Ceca 2015)